# Дирк Хартог
Дирк Хартог (Дърк Хартъгс, Дирк Хартоксзон) (на нидерландски: Dirck Hartogh, Dierick Hartogsz; на английски: Dirck Hartog) е холандски мореплавател и изследовател от 17 век.

## Биография

### Младежки години (1580 – 1616)
Роден е на 30 октомври 1580 година в Амстердам, Холандия, в семейство на моряк. Като баща си става моряк и до 1615 г. извършва плавания до различни европейски пристанища като собственик и капитан на малък търговски кораб. През 1616 се присъединява към Холандската източноиндийска компания, като е назначен за капитан на кораба „Ендрахт“, с който заминава за Батавия.

### Изследователска дейност (1616 – 1618)
Отплава от Холандия на 23 януари 1616 г., заобикаля нос Добра Надежда и поема на изток между 34 – 33° ю.ш. На 25 октомври открива участък от около 300 км от западния бряг на Австралия между 23º и 26º 30` ю.ш. (т.н. „Земя Ендрахт“), в т.ч. залива Шарк (Акула, 25º 35` ю.ш.) и остров Дирк Хартог (25º 50` ю.ш.), на който преди отплаването заковава калаена чиния с гравирана на нея дата на откриването и името на капитана, който след намирането на чинията от Вилем де Фламинг през 1697 е кръстен на негово име. По този начин Хартог става вторият мореплавател след Вилем Янсзон през 1606 г., който достига до бреговете на Австралия.
В Нидерландия веднага оценяват значението на неговото откритие, защото на компанията са и нужни опорни бази по новия морски път към Азия и в Амстердам решават да продължат изследването на тези новооткрити земи.

### Последни години (1618 – 1621)
След завръщането си от плаването през 1618 г., Хартог напуска Холандската източноиндийска компания и отново възобновява частните търговски превози по Балтийско море.
Умира на 11 октомври 1621 година в Амстердам на 40-годишна възраст.